# Lista över fornlämningar i Falköpings kommun (Brismene)
Lista över fornlämningar i Falköpings kommun (Brismene) är en förteckning av ett urval av de fornlämningar som finns i Brismene i Falköpings kommun.
| Namn                        | Lämningstyp                 | Tillkomsttid | Historisk indelning     | Plats | Läge                 | ID-nr          | Bild                                 |
| --------------------------- | --------------------------- | ------------ | ----------------------- | ----- | -------------------- | -------------- | ------------------------------------ |
| Brismene 4:1                | Grav markerad av sten/block |              | Brismene, Västergötland |       | 58.027788, 13.457311 | 10186400040001 | Ladda upp en bild av detta fornminne |
| Brismene 5:1                | Grav markerad av sten/block |              | Brismene, Västergötland |       | 58.027498, 13.457322 | 10186400050001 | Ladda upp en bild av detta fornminne |
| Eningsrör (Brismene 6:1)    | Stensättning                |              | Brismene, Västergötland |       | 58.037101, 13.461998 | 10186400060001 | Ladda upp en bild av detta fornminne |
| Brismene 7:1                | Stensättning                |              | Brismene, Västergötland |       | 58.027744, 13.454343 | 10186400070001 | Ladda upp en bild av detta fornminne |
| Långesten (Brismene 8:1)    | Grav markerad av sten/block |              | Brismene, Västergötland |       | 58.026555, 13.449697 | 10186400080001 | Ladda upp en bild av detta fornminne |
| Stora rör (Brismene 9:1)    | Stensättning                |              | Brismene, Västergötland |       | 58.021062, 13.452094 | 10186400090001 | Ladda upp en bild av detta fornminne |
| Stora rör (Brismene 9:2)    | Hög                         |              | Brismene, Västergötland |       | 58.020701, 13.452629 | 10186400090002 | Ladda upp en bild av detta fornminne |
| Knöse rör (Brismene 10:1)   | Stensättning                |              | Brismene, Västergötland |       | 58.026191, 13.448994 | 10186400100001 | Ladda upp en bild av detta fornminne |
| Brismene 12:1               | Stensättning                |              | Brismene, Västergötland |       | 58.034666, 13.469364 | 10186400120001 | Ladda upp en bild av detta fornminne |
| Brismene 12:2               | Stensättning                |              | Brismene, Västergötland |       | 58.034913, 13.469203 | 10186400120002 | Ladda upp en bild av detta fornminne |
| Brismene 13:1               | Grav markerad av sten/block |              | Brismene, Västergötland |       | 58.021610, 13.443675 | 10186400130001 | Ladda upp en bild av detta fornminne |
| Brismene 13:2               | Grav markerad av sten/block |              | Brismene, Västergötland |       | 58.021551, 13.443130 | 10186400130002 | Ladda upp en bild av detta fornminne |
| Boabacken (Brismene 22:1)   | Stenkammargrav              |              | Brismene, Västergötland |       | 58.012039, 13.414284 | 10186400220001 | Ladda upp en bild av detta fornminne |
| Simmeshögen (Brismene 25:1) | Gravfält                    |              | Brismene, Västergötland |       | 58.013980, 13.436812 | 10186400250001 | Ladda upp en bild av detta fornminne |
| Brismene 26:1               | Stensättning                |              | Brismene, Västergötland |       | 58.022500, 13.456249 | 10186400260001 | Ladda upp en bild av detta fornminne |
| Brismene 26:2               | Stensättning                |              | Brismene, Västergötland |       | 58.022596, 13.456153 | 10186400260002 | Ladda upp en bild av detta fornminne |
| Brismene 63:1               | Grav markerad av sten/block |              | Brismene, Västergötland |       | 58.023502, 13.453414 | 10186400630001 | Ladda upp en bild av detta fornminne |